# Arno Paulsen
Arno Paulsen (* 3. Januar 1900 in Stettin als Gustav Zubke; † 17. September 1969 in Baden-Baden) war ein deutscher Schauspieler und Synchronsprecher.

## Leben
Der Sohn eines Schneiders besuchte eine Mittelschule in Stettin und erhielt Gesangsunterricht bei Kammersänger Wilhelm Bültemann. Am Stadttheater Stettin debütierte er 1917 als Chorsänger. Noch im selben Jahr wurde er als Tenorbuffo dort verpflichtet. Danach trat er in Osnabrück, Hannover und Hamburg auf.
Von 1941 bis 1943 spielte er an Fronttheatern im Sinne der Truppenbetreuung, anschließend war er Kriegsteilnehmer als Koch. 1945 konnte er am Metropoltheater in Berlin seine Karriere fortsetzen, meist in Operetten. In Die lustige Witwe sah man ihn als Diplomat, in Jean Gilberts Die Kinokönigin als Senator Clutterbuck. Am Theater am Schiffbauerdamm wirkte er 1946 in der Revue Höllenparade Rudolf Plattes als grotesker Ortsgruppenleiter mit.
Hier entdeckte ihn Regisseur Wolfgang Staudte, der für seinen Film Die Mörder sind unter uns einen wohlgenährten Schauspieler suchte, was zu dieser Zeit nicht einfach war. Paulsen spielte in dem Film einen Kompaniechef und Kriegsverbrecher, der im Nachkriegsdeutschland schnell wieder zu Wohlstand kommt. Er übernahm dann Rollen in 13 weiteren DEFA-Streifen, ab 1950 spielte er jedoch ausschließlich in bundesdeutschen Produktionen. Der korpulente Schauspieler blieb weiterhin vorwiegend darauf festgelegt, Teilhaber am deutschen Wirtschaftswunder wie Kaufleute, Firmeninhaber und Fabrikdirektoren zu verkörpern, meist mit eher negativem Charakter wie in Das Mädchen Rosemarie (1958).
Von 1954 an spielte er häufig am Schillertheater in Berlin, daneben auch am Deutschen Theater und am Schlosspark Theater. Seit 1950 synchronisierte er als deutsche Stimme von Oliver Hardy neben Walter Bluhm als Stan fast alle deutschen Bearbeitungen der Filme von Laurel und Hardy. Auch bei der Neusynchronisation der Filme ab 1965 lieh er wieder Oliver Hardy seine Stimme. Bald danach erkrankte Paulsen schwer und konnte seine Karriere nicht mehr fortsetzen. Er war dreimal verheiratet.

## Filmografie (Auswahl)
- 1946: Die Mörder sind unter uns
- 1947: Razzia
- 1947: Wozzeck
- 1948: Affaire Blum
- 1948: Grube Morgenrot
- 1948: Chemie und Liebe
- 1948: Die seltsamen Abenteuer des Herrn Fridolin B.
- 1948: Straßenbekanntschaft
- 1949: Die Brücke
- 1949: Die Buntkarierten
- 1949: Martina
- 1949: Mädchen hinter Gittern
- 1950: Der Auftrag Höglers
- 1950: Bürgermeister Anna
- 1950: Dreizehn unter einem Hut
- 1950: Die Dritte von rechts
- 1950: Epilog – Das Geheimnis der Orplid
- 1950: Fünf unter Verdacht
- 1951: Blaubart
- 1951: Hilfe, ich bin unsichtbar!
- 1951: Johannes und die 13 Schönheitsköniginnen
- 1951: Frühlingsromanze
- 1951: Torreani
- 1952: Man lebt nur einmal
- 1952: Wenn abends die Heide träumt
- 1953: Anna Susanna
- 1953: Christina
- 1953: Ich und Du
- 1953: Der Onkel aus Amerika
- 1953: Rote Rosen, rote Lippen, roter Wein
- 1953: Die Unbesiegbaren
- 1953: Von Liebe reden wir später
- 1954: Canaris
- 1954: Ihre große Prüfung
- 1954: Roman eines Frauenarztes
- 1955: Der 20. Juli
- 1955: Alibi
- 1955: Ein Mann vergißt die Liebe
- 1955: Hotel Adlon
- 1956: Ein Herz schlägt für Erika
- 1956: Uns gefällt die Welt
- 1956: Liane, das Mädchen aus dem Urwald
- 1956: Mein Vater, der Schauspieler
- 1957: Der Stern von Afrika
- 1958: Das Mädchen Rosemarie
- 1958: Münchhausen in Afrika
- 1958: Scampolo
- 1959: Am Tag, als der Regen kam
- 1959: Traumrevue
- 1961: Robert und Bertram
- 1964: Frühstück mit dem Tod
- 1964: Der Fall Jakubowski – Rekonstruktion eines Justizirrtums

## Theater
- 1947: David Kalisch: 100000 Taler (Kalau) – Regie: Walter Gross (Theater am Schiffbauerdamm)
- 1948: August Jakobson: Die Brüder Kondor – Regie: Hans Stiebner (Theater am Schiffbauerdamm)
- 1956: Gerhart Hauptmann: Fuhrmann Henschel (Siebenhaar) – Regie: Ottofritz Gaillard (Staatstheater Dresden)

## Hörspiele
- 1955: Rudolf Bayr: Agamemnon muß sterben (Bürger) – Regie: Hans Conrad Fischer (Hörspiel – SFB)
- 1958: Dieter Meichsner: Auf der Strecke nach D. (Erster Schreiber) – Regie: Curt Goetz-Pflug (Hörspiel – SFB)